# Cantonul Ploufragan
Cantonul Ploufragan este un canton din arondismentul Saint-Brieuc, departamentul Côtes-d'Armor, regiunea Bretania, Franța.

## Comune
- La Méaugon
- Plédran
- Ploufragan (reședință)
- Saint-Donan
- Saint-Julien